# Uroteuthis
Genre
Uroteuthis est un genre de calmars, de la famille des Loliginidae.

## Liste des sous-genres et espèces
Selon NCBI (12 juin 2011) :
- Uroteuthis chinensis
- Uroteuthis duvauceli
- Uroteuthis edulis
- Uroteuthis etheridgei
- Uroteuthis noctiluca

Selon World Register of Marine Species (12 juin 2011) :
- sous-genre Uroteuthis (Photololigo) Natsukari, 1984
- sous-genre Uroteuthis (Uroteuthis) Rehder, 1945
- Uroteuthis abulati Adam, 1955
- Uroteuthis arabica (Ehrenberg, 1831)
- Uroteuthis bartschi Rehder, 1945
- Uroteuthis bengalensis (Jothinayagam, 1987)
- Uroteuthis chinensis (Gray, 1849)
- Uroteuthis duvaucelii (D'Orbigny, 1835 in Férussac & D'Orbigny, 1834-1848)
- Uroteuthis edulis (Hoyle, 1885)
- Uroteuthis machelae Roeleveld & Augustyn, 2005
- Uroteuthis noctiluca (Lu, Roper & Tait, 1985)
- Uroteuthis pickfordae (Adam, 1954)
- Uroteuthis reesi (Voss, 1962)
- Uroteuthis robsoni (Alexeyyev, 1992)
- Uroteuthis sibogae (Adam, 1954)
- Uroteuthis singhalensis (Ortmann, 1891)
- Uroteuthis vossi (Nesis, 1982)